# Porto Feliz
Porto Feliz é um município brasileiro do estado de São Paulo, situa-se na Região Metropolitana de Sorocaba, Mesorregião Macro Metropolitana Paulista e na Microrregião de Sorocaba. Localiza-se a uma latitude 23º12'53" sul e a uma longitude 47º31'26" oeste, estando a uma altitude de 523 metros. Sua população, conforme estimativas do IBGE de 2024, era de 58 345 habitantes.

## História
Porto Feliz nasceu na margem esquerda do rio Tietê, em um lugar que os indígenas nativos chamavam de Araritaguaba (termo tupi que significa "lugar da pedra de arara", através da junção dos termos arara ("arara"), itá ("pedra") e aba ("lugar)). O mais antigo registro conhecido do local é de 1693 e refere-se a uma fazenda de António Cardoso Pimentel que originou o povoado.

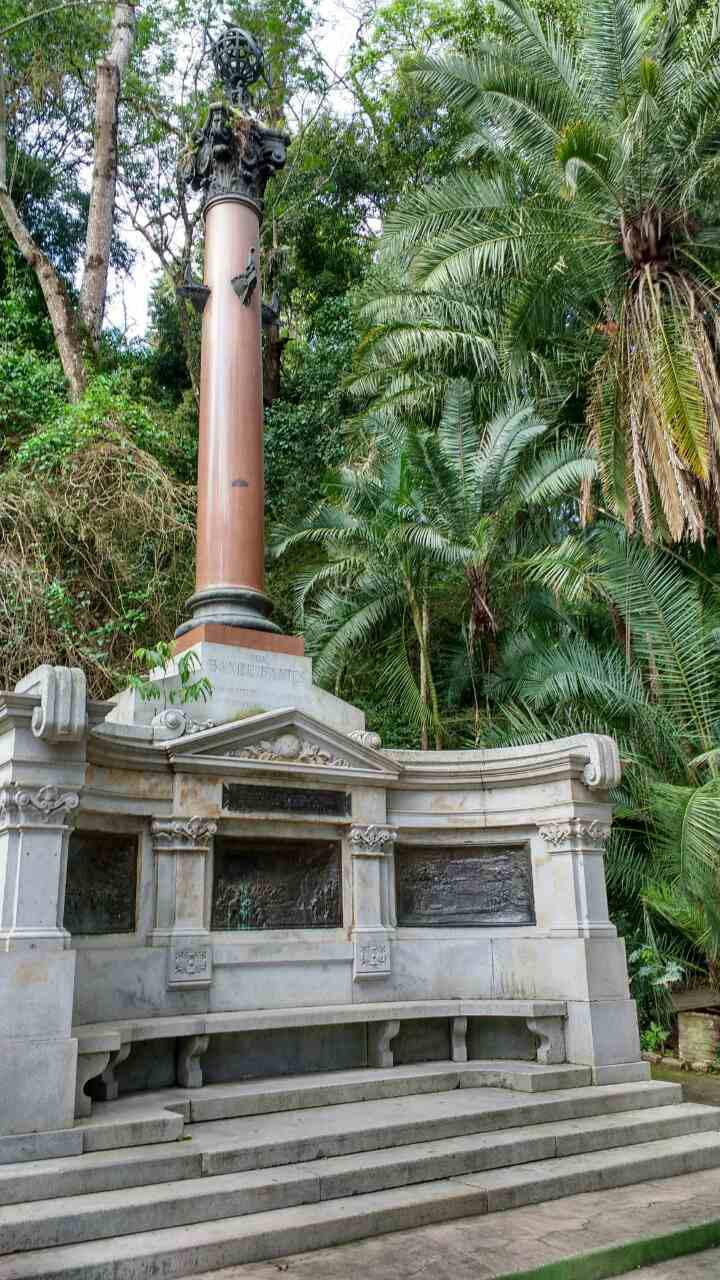
Monumento ao Bandeirantes

Visão Geral da Imigração Belga e seu deslocamento para Porto Feliz

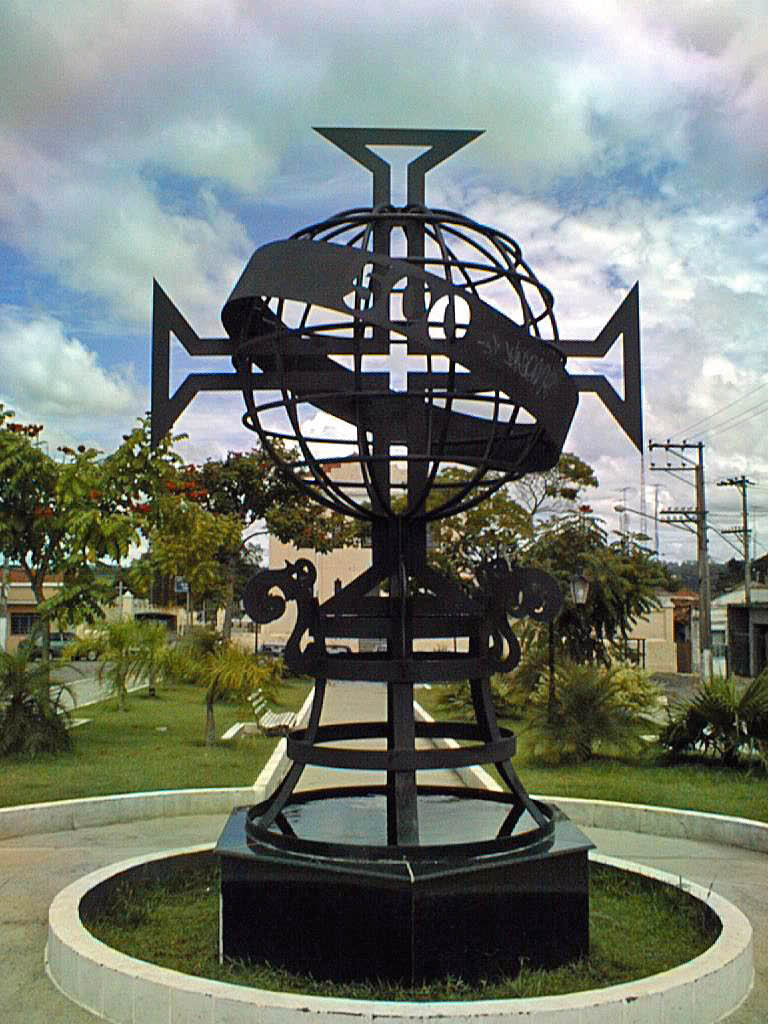
Monumento em homenagem aos 500 anos do Brasil.

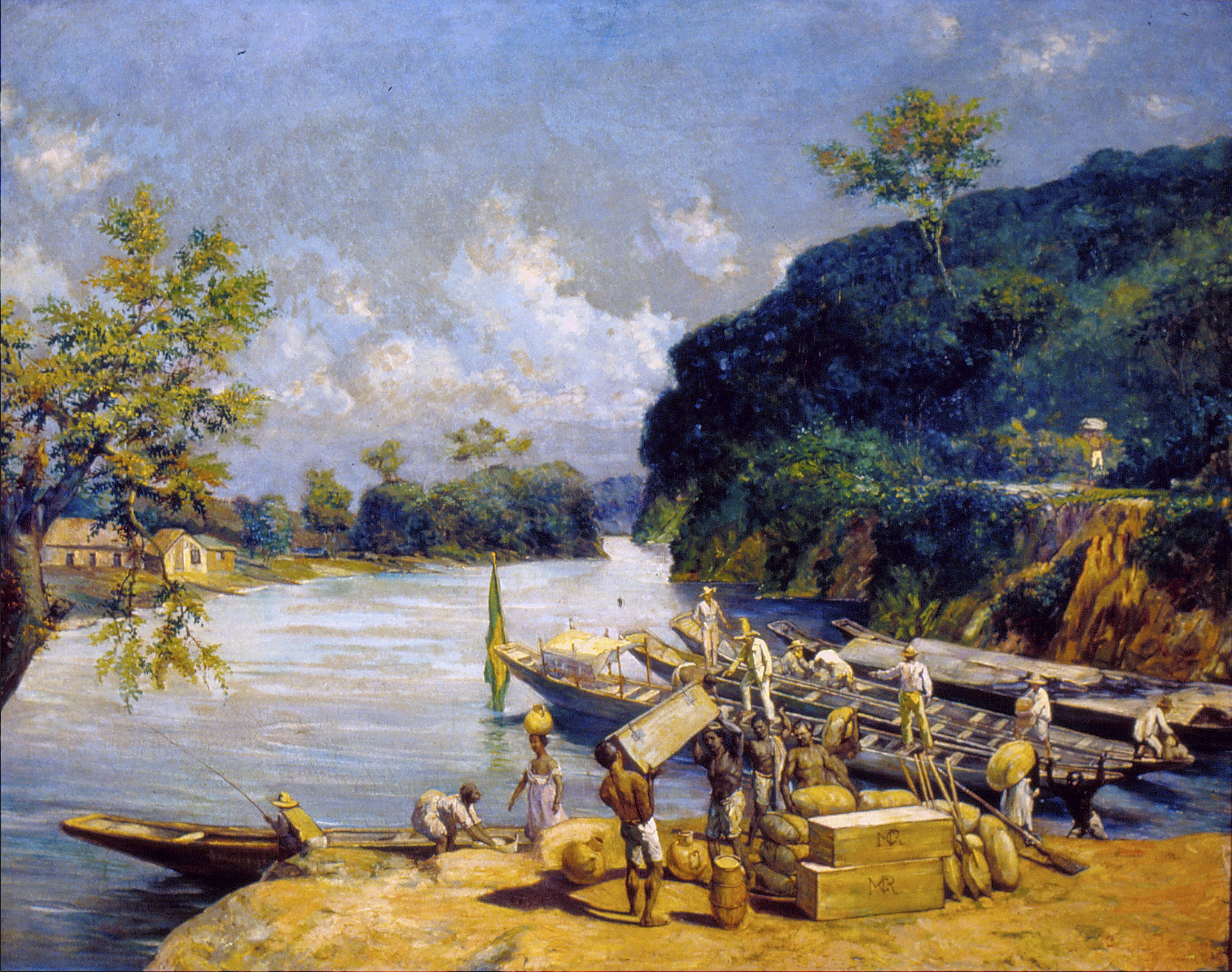
Carga de Canoas, pintura de Oscar Pereira da Silva (1920). Acervo do Museu do Ipiranga. Retratando a partida de monções no rio Tietê.

Entre 1840 e 1914 quase seis mil emigrantes belgas vieram para o Brasil, principalmente agricultores candidatos a um pedaço de terra numa das colônias privadas, como nos anos de 1850 a de Nicolau Vergueiro em Limeira, ou oficiais, como por volta de 1890 a de Porto Feliz, dirigida pelo Jean Baptiste Van Esse. Havia também trabalhadores à procura de salário melhores. Em menor número, partiram comerciantes para vender armas, vidraria, casimiras, espelhos, lampadários, estruturas metálicas, como fizeram no Rio de Janeiro a Casa Laporte e os irmãos Eduoard Pecher e Antuérpia de Charles Pecher.
Vieram, ainda, artesões como o litográfo Jean-Baptiste Lombaerts que montou em 1848 na Rua do Ouvidor uma conceituada livraria, continuada pelo seu filho Henri e frequentada por Machado de Assis. Os tecelões d’Olne de Verviers criaram no final do século XIX em Niterói a fábrica Tecidos Aurora. Nessa corrente imigratória nem mesmo faltou um ou outro nobre ou gente abastada: Léon Mosselman du Chenoy, longíquo parente da Rainha Paola da Bélgica, que se distinguiu na Bahia por volta de 1900 pelas suas empresas de mineração e, até, de piscicultura, embora nunca bem sucedidas; a família de Vicq de Cumpich no Rio de Janeiro; Henri Oedenkoven, filho de um rico industrial de Antuérpia, que, desiludido da famosa colônia de naturismo Monte Veritá em Ascano na Suiça, tentou em 1925 organizar uma similar em escala menor em Catalão, Estado de Goiás. Vale assinalar a presença de mulheres atuantes como Marie van Langendonck, que publicou em 1862 o relato de sua vida numa colônia do Rio Grande do Sul ou Georgina Mongruel, musa dos simbolistas e poetisa em Curitiba por volta de 1900. O talento artístico motivou frequentes travessias e migrações como a de Maurice Nadeau, que desde os anos de 1950 encenou peças no Teatro Brasileiro de Comédia e dirigiu inclusive novelas. Nos anos de 1950 e 1960 o violonista Jan Douliez fundou em Goiânia o Conservatório de Música, mas, incomodado pelo regime militar, voltou em 1965 para a Bélgica. O Brasil recebeu também fugitivos belgas. O primeiro foi Pier[1]re Mabilde, que, revoltado contra o novo Rei Leopoldo I, chegou em 1832 ao Rio Grande do Sul, onde, dirigindo a abertura de es[1]tradas, ficou cativo dos índios Coroados, que lhe inspiraram seu livro Apontamentos. Nos anos de 1840, um conspirador contra o mesmo rei, o Conde Auguste van der Meeren, teve sua pena de morte comutada em banimento e se estabeleceu na Bahia.
Brasil recebeu também fugitivos belgas. O primeiro foi Pierre Mabilde, que, revoltado contra o novo Rei Leopoldo I, chegou em 1832 ao Rio Grande do Sul, onde, dirigindo a abertura de estradas, ficou cativo dos índios Coroados, que lhe inspiraram seu livro Apontamentos. Nos anos de 1840, um conspirador contra o mesmo rei, o Conde Auguste van der Meeren, teve sua pena de morte comutada em banimento e se estabeleceu na Bahia. Com Eddy Stols, Luciana Pelaes Mascaro, Clodoaldo Bueno, os distúrbios sociais do final de século, socialistas como Augusto Lootens e Alphonse Solheid e anarquistas como Jules Moineau se asilaram no Brasil. Fugindo dos horrores da Primeira Guerra Mundial, um grupo de 30 belgas fundou sua comunidade libertária na fazenda Tabantinguera perto de Cananéia; mesmo malograda, esta aventura brasileira inspirou um dos participantes, Géo Libbrecht, em sua futura obra poética. No início da Segunda Guerra Mundial, cerca de trinta judeus, com passaportes belgas, obtiveram do embaixador brasileiro na França, Souza Dantas, visto para refugiarem-se no Brasil. Uma vez terminado o conflito, para lá escaparam, por sua vez, vários colaboracionistas belgas da ocupação nazista. Outros ainda chegaram ao Brasil para prestar serviço a companhias belgas, como fez o engenheiro Gustave Vauthier, no final do século XIX, nas ferrovias do Paraná e Rio Grande do Sul. Em 1886 a compra da companhia inglesa Gaz do Rio por capitalistas belgas inaugurou um período de investimentos em ferrovias, mineração, indústria têxtil, agropecuária e exploração da borracha, totalizando por volta de 1910 mais de 100 milhões de francos em quase quarenta empresas. Algumas destas tiveram vida curta, como a Companhia Força e Luz, no Rio de Janeiro, que em 1887, embora por pouco tempo, teve parte do centro iluminado com baterias do belga Edmond Julien. Esta prefigurou de certa maneira o empenho belga no fornecimento de energia elétrica no Brasil. Outras empresas foram compradas pelo americano Percival Farquhar como as ferrovias do sul brasileiro pouco antes da Primeira Guerra Mundial; outras ainda mantiveram-se por quase um século, como o Banco Ítalo-Belga, fundado em 1911 em São Paulo.
A Imigração Belga em Porto Feliz
A rápida expansão da economia cafeeira para o chamado “Oeste Paulista”, praticamente despovoado até meados do século XIX, ocorreu em um momento no qual o movimento abolicionista ganhou poder, que começou com a Lei Eusébio de Queirós de 1850, seguida pela Lei do Ventre Livre de 1871, a Lei dos Sexagenários de 1885 e finalizada pela Lei Áurea em 1888, e, assim reduzindo até proibindo a continuação de uso de escravos na produção.
Para substituir a mão de obra escrava, os proprietários de terra passaram a atrair imigrantes europeus no exato momento que a crise econômica assolava vários países da Europa. Essa conjuntura favoreceu a implantação de um fluxo imigratório para a então Província de São Paulo e, paulatinamente, os imigrantes europeus foram substituindo a mão de obra escrava nas grandes lavouras de café sob diversas formas como regime de parceria, imigração espontânea ou subvencionada.
- A     cafeicultura e o fluxo migratório europeu

Enquanto nas então províncias do Sul do país predominou o sistema de estabelecimento dos imigrantes em colônias, como pequenos proprietários, em São Paulo a expansão da cafeicultura reduziu a disponibilidade de terras para esse tipo de fixação. Essa situação resultou na criação de núcleos coloniais oficiais pelo Estado de São Paulo e a sua existência atendia direta ou indiretamente aos interesses da grande lavoura. Funcionavam como fornecedores de gêneros a preços baixos, como focos de atração e fixação de imigrantes, ou então como reservas de mão -de-obra para seus períodos de maior atividade. A introdução de trabalhadores migrantes visava completar ou formar quadros de força de trabalho para as lavouras de café. As regiões marginalizadas no surto cafeeiro, como foi o caso de Porto Feliz, na região de Campinas, não foram beneficiadas pelo fluxo imigratório da segunda metade do século XIX. Nesse período, a força de trabalho disponível naquele município resumia se a umas poucas centenas de escravos.
- Produção     Açucareira em Porto Feliz

Entre 1790 e 1830 Porto Feliz, juntamente com as cidades de Itu e Campinas, controlava a produção açucareira da então Capitania de São Paulo. Era uma zona das mais povoadas, e o número de escravos pouco inferior aos de Itu e Campinas.
Depois de favorecido pela conjuntura do final do século XVIII, ocasião em que renasceram os engenhos paulistas, o açúcar brasileiro enfrentou uma fase de recessão, a partir de 1830, originada pelo aumento da concorrência nos mercados internacionais. Como consequência, com o passar dos anos a produção açucareira de Porto Feliz foi perdendo importância, muitos engenhos foram desativados e centenas de escravos vendidos.
Na década de 1870 começaram a ser criados no Brasil modernas fábricas de açúcar, os chamados Engenho Central. Um grupo de fazendeiros de Porto Feliz resolveu também construir um Engenho Central, na tentativa de superar os problemas econômicos do município, e em 1876 organizou a Companhia Açucareira de Porto Feliz. No contrato que a Companhia assinou com o Governo Imperial para a garantia de juros, então em vigor para capitais empregados em estabelecimentos desse gênero, ficava proibida a utilização do trabalho escravo, ao mesmo tempo que facilitava a aquisição de terrenos devolutos para posterior revenda à imigrantes europeus.
Entretanto, não havia providencias concretas para a introdução de trabalhadores na região. Criado o Engenho Central, o cultivo do canavial e a fabricação do açúcar formaram dois setores separados, com a aplicação de métodos ‘’modernizantes” apenas no segundo setor. A deficiência de trabalhadores e de novas técnicas na lavoura, a deficiência dos meios de transporte da cana e o desinteresse dos plantadores em assumir compromissos de fornecimento, geraram uma série de crises no abastecimento de matéria prima.
- Núcleo     Colonial "Rodrigo Silva"

Passados quase dez anos da inauguração do Engenho Central e para colaborar na solução da crise de fornecimento da cana de açúcar, recorreu se então às experiências já utilizadas na cafeicultura: os núcleos coloniais. Assim, nas zonas açucareiras de Porto Feliz e Lorena, onde também foi fundada uma colônia para atender às necessidades de um Engenho Central, os núcleos coloniais oficiais puderam atrair e fixar trabalhadores, que se transformariam em pequenos proprietários e assegurariam safras fixas de cana aos respectivos Engenhos Centrais.
Nessa época, a Sociedade Central de Imigração e outros interessados na transferência de mão-de-obra para o Brasil, desenvolviam uma intensa propaganda na Europa. Na Bélgica surgiram muitos candidatos, entre eles o padre Jean Baptiste Van Esse (também escrito Vanesse), atraído pela possibilidade dos lucros que certamente proporcionariam a formação de uma colônia belga no “Novo Mundo”.

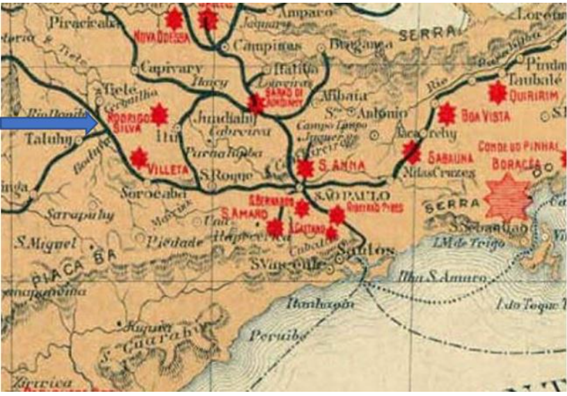
Mappa do Estado de São Paulo indicando a posição existentes e em projeto 1908"

Para a instalação do núcleo colonial em Porto Feliz, o governo brasileiro havia adquirido algumas propriedades nas imediações da cidade. Eram as terras compreendendo os sítio Grande e e sítio Marinoni e duas chácaras unidas. Nessa altura dos acontecimentos, Jean Baptiste Van Esse já havia conversado com o Ministro da Agricultura brasileiro, na ocasião Rodrigo Silva, ao qual fora apresentado por Edouard de Grelle, Ministro da Bélgica no Rio de Janeiro. Levaram o padre belga para conhecer as terras de Porto Feliz e ele entusiasmou- se com a fertilidade do terreno, considerado próprio para o cultivo de cana, cereais, café e tabaco. Depois da visita, Jean Baptiste Van Esse escreveu à Diretoria da Sociedade Central de Imigração uma carta, datada de 13 de janeiro de 1888, dando pormenores do seu projeto, no qual seriam investidos 50.000 francos belgas.
Autorizado pelo Aviso nº 111, de 16 de novembro de 1887 do Ministério da Agricultura, o Inspetor Geral das Terras e Colonização assinou, já no dia seguinte, um minucioso contrato com o padre Jean Baptiste Van Esse. De acordo com o contrato, 50 famílias, dentre as quais 45 necessariamente de agricultores, participariam da colônia a partir do início de maio de 1888 até 31 de maio de 1889. Cada família tinha, obrigatoriamente, de trazer um capital mínimo de 1.000 francos, mais os utensílios domésticos e os implementos agrícolas. As despesas com o transporte dos colonos e de suas bagagens ficavam por conta do governo brasileiro.
| Núcleo Conselheiro Rodrigo Silva — Em novembro de 1887 foram adquiridas pelo governo as terras destinadas a este núcleo, no município de Porto Feliz, cuja área é de 1601 hectares, tendo custado 23:000$000. Em virtude de contrato celebrado pelo governo geral com o padre João Baptista Vanesse, em 18 de novembro de 1887, destinam-se as referidas terras a imigrantes belgas, que devem ser introduzidos pelo referido sacerdote. Obrigou-se o governo a mandar dividir e demarcar as terras adquiridas, em lotes de 25 a 30 hectares, e a fazer outros melhoramentos, entre os quais estão compreendidos edifícios para o culto divino, para escola, barracão provisório para os colonos, reparação da casa existente para a residência do diretor e do padre Vanesse, as estradas e caminhos vicinais necessários. |
| Fonte: Relatório 1888 apresentado ao Exme. Sr. Presidente da Província de São Paulo |

Naquela época o “núcleo colonial” estava sujeito à jurisdição civil, segundo as leis e disposições em vigor no Império. O padre Jean Baptiste Van Esse, como “diretor espiritual”, seria um representante remunerado do Ministério da Agricultura, Comércio e Obras Públicas.
| O ministério da Agricultura solicitou da Fazenda as necessárias ordens a fim de nesta repartição ser paga a contar de 1° de maio último, ao padre João Baptista Vanesse, a gratificação mensal de duzentos mil réis. |
| Correio Paulistano - 26 de julho de 1888 |

Conforme o ofício de 19 de fevereiro de 1888, enviado por Edouard de Grelle ao Príncipe Chimay, Ministro dos Negócios Estrangeiros da Bélgica, o Ministro Rodrigo Silva previa um brilhante futuro da Colônia de Porto Feliz, cuja criação “testemunhava a simpatia dos brasileiros pelos trabalhadores belgas”.
Para atrair as famílias da Bélgica, Jean Baptiste Van Esse redigiu um folheto no qual prometia grandes vantagens, tais como os lotes de 20 a 30 hectares custam em média 1.400 francos e poderiam ser totalmente pagos pelos colonos no prazo máximo de sete anos. Além disso, como o núcleo seria fundado com o objetivo de alimentar o Engenho Central, toda a produção de cana tinha comprador certo. O folheto esclareceu que, como as casas construídas pelo governo brasileiro eram precárias, seria preferível transportar da Bélgica casas pré-fabricadas com paredes, divisões e teto de ferro.[2]
Às famílias, Jean Baptiste Van Esse sugeria a organização de uma cooperativa. Através dela, o excedente da produção seria colocado no mercado, a ela caberia a compra de alimentos e ferramentas, e mediante uma pequena contribuição mensal ela providenciaria assistência médica e medicamentos às famílias. A cooperativa poderia, posteriormente, se ligar a outras do mesmo gênero, a ser formadas em futuras colônias belgas.
- A     chegada dos Belgas

As primeiras 25 famílias chegaram ao Brasil a bordo do navio Hipparchus, um vapor (belga conforme o Monitor Campista, 19/04/1880 ou inglês conforme o Correio de São Paulo) que fez o translado Londres - Antuérpia - Brasil. O Jornal de Bruxelles de 30/06/1888 informa que eram 20 famílias com o total 122 belgas. Do porto de Santos partiram de trem com destino à Itu ou Sorocaba, de onde alcançariam Porto Feliz a pé ou em carro de bois. Em fins de maio de 1888, os 19 seguintes colonos requereram os seus lotes: Adelin Péters, Alexandre Libois, Auguste de Becquerot, Auguste Dubois, Augustine Detry, Edmonde Taupe, Edouard Leroy, Emile Gérard Ballion, Felix Wayens, Ferdinand Boudart, François Pierre, François Labenne, Genius Despontin, Gustave Dumont, Hubert Dumont, J.B. Vanerwyck, J.J. Descolte, Jules Bertz e Vital Kestemond. Segunda a pesquisadora Karen Teresa Marcolino Polaz eles viriam da região Valão. 

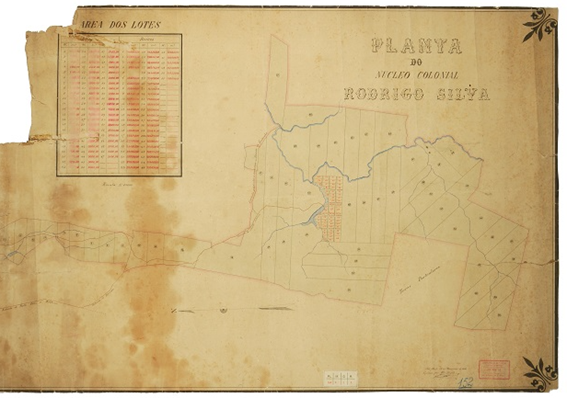
Planta do Núcleo Colonial Rodrigo Silva, 1893 - Museu da Imigração

O estabelecimento recebeu a denominação de Núcleo Colonial “Rodrigo Silva”, em homenagem ao antigo Ministro da Agricultura. Ocupava uma área de 1.600 hectares, que custaram 23:000$000 réis aos cofres públicos brasileiros. De acordo com um artigo publicado no jornal escrito em francês e impresso no Rio de Janeiro, “Etoile du Sud”, o Núcleo Colonial foi projetado para abrigar 1.000 colonos belgas, e esperava-se que se constituísse em um estabelecimento modelo, uma espécie de escola prática de agricultura, de um centro de difusão de novas técnicas de cultivo e de novas lavouras. A Gazeta de Notícias, do Rio de Janeiro “considerava o empreendimento “louvável” não apenas como auxílio para a agricultura, mas também do ponto de vista de sua influência em todas as esferas sociais”, com a consequentes facilidades para o desenvolvimento da pequena propriedade, introduzindo no Brasil elementos da “laboriosa raça belga.” 
O mesmo otimismo no já mencionado Jornal de Bruxelles de 30/06/1888 : "Il sera le premier noyau colonial organisé avec une population entièrement belge, et tout indique que cette initiative produisant tous les résultats désirés, d'autres entreprises du même genre ne tarderont pas à se constituer". Tradução livre: "Será o primeiro núcleo colonial organizado com população inteiramente belga, e tudo indica que esta iniciativa produzirá todos os resultados desejados; outros empreendimentos do mesmo tipo não tardarão a ser formados."[2]

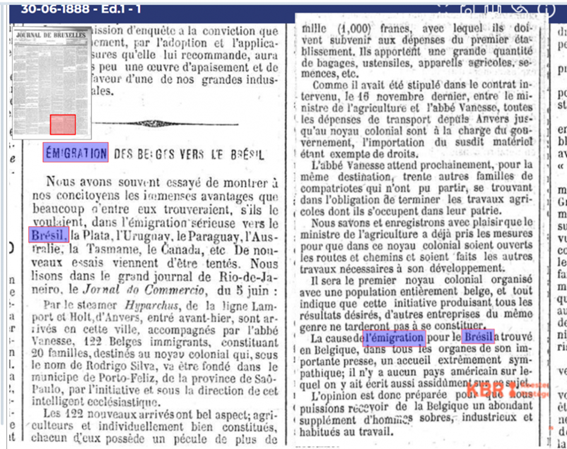
Jornal de Bruxelles de 30/06/1888

Meses depois, o Diário Popular de 31 de janeiro de 1889, sob o título ‘’Colônia Malsinada”, dava “conta das péssimas condições em que se encontrava a projetada escola prática de agricultura”. A notícia falava em “falta de direção experimentada’’ criticava a intervenção paternal do governo brasileiro e a direção clerical, que revelava ‘’tendências absorventes e autoritárias’’. Informava ainda que os imigrantes estavam vendendo ferramentas agrícolas por falta de dinheiro para comprar alimentos. As mesmas críticas do Diário Popular foram repetidas  por Alfred Mark em le Brèsil: Excursion à ses 20 Provinces  não desistiu da empresa. A 4 de maio de 1889 remeteu um ofício ao Barão George Reusens, então Ministro da Legação belga do Rio de Janeiro, solicitando sua intervenção para a prorrogação do prazo do contrato, que o obrigava a introduzir as famílias restantes, já engajadas na Bélgica, até o dia 31 daquele mês, e para as quais o Cônsul do Brasil em Antuérpia não concedia a necessária autorização para embarque. No mesmo ofício, ele se defendia das acusações apontando “a existência de inúmeros inimigos, que não perdiam oportunidade para calúnia”.
O Cônsul da Bélgica em São Paulo, Pety de Thozée, era um dos críticos de Jean Baptiste Van Esse. Lembrava que o padre tivera a brilhante idéia de vender aos colonos casas de ferro fabricadas em Charleroi – provavelmente casas do sistema Danly da Societé Anonyme des Forges d’Aiseau -, inabitáveis em clima quente, em vez de construir moradias com material local. Acusava também ean Baptiste Van Esse de ter comprado a fazenda Canguera nas proximidades da Colônia, por preço exagerado e para uso pessoal.
Pouco a pouco, os colonos debandaram. Uns voltaram para a Bélgica, outros se mudaram para Porto Feliz e cidades vizinhas e poucos continuaram na Colônia.
| As vinte e cinco famílias iniciais foram arrebanhadas em sua pátria pelo padre Jean Baptiste Vanesse, que obtivera um contrato para tanto, com o Ministério da Agricultura do Império. A esse sacerdote passaram a ser dirigidas, desde muito cedo, diversas críticas, dando-se lhe a maior parcela de culpa pelo fracasso da colônia. A ele se atribuía um espírito autoritário, despótico, além de ser muito dado à bebida. O fato é que a maioria dos colonos provinha de serviços urbanos em sua terra natal, no comércio ou na indústria, e não tinha intimidade com a lida rural. Estranharam o clima, a mata nativa que ainda rodeava a colônia, a dureza do trato com a cana. A maioria retornou para a Bélgica. Algumas poucas famílias ficaram na região, dedicando-se à policultura, à criação de gado, ao fabrico de aguardente. |
| Fonte: Plano diretor ambiental de Porto Feliz: Levantamento histórico e elaboração de diretrizes para preservação e valorização do patrimônio cultural e paisagístico do Município de Porto Feliz - agosto de 2008 |

Os belgas foram substituídos por brasileiros e imigrantes de outras nacionalidades, como demonstrou o recenseamento realizado em 1893: a população de 271 habitantes, todos agricultores, era formada por 150 brasileiros, 62 belgas, 39 italianos, 16 espanhóis, 1 francês, 1 alemão, 1 norte americano e 1 “africano”.
Das 52 moradias, avaliadas em 13:420$000 réis, 50 ainda eram casas provisórias. O valor da produção do Núcleo Colonial “Rodrigo Silva” nesse ano atingiu 46:068$000 reis, no qual o milho participava com mais de 5.096 registrando- se a existência de dois “engenhos de cana” para o seu beneficiamento. A produção de cana não ultrapassou os 60 carros (cada carro equivalia aproximadamente a 1.500 quilos), avaliados em 1:800$000 réis. Os colonos, quando plantavam cana, achavam mais produtivo “fazer com ela aguardente, do que puxá-la uma longa distância, empilha- lá sobre vagões e esperar em seguida com paciência longos meses para serem pagos, estando o Engenho cronicamente sem vintém”, como escreveu Frederic Sawyer no seu estudo sobre a indústria açucareira em São Paulo, publicado em 1905.[2]
O fracasso da experiência com colonos belgas em Porto Feliz deve ser atribuído à deficiência do sistema de recrutamento desses imigrantes, a ausência de uma liderança efetiva ou a pressão exercida por alguns dos grandes proprietários, que certamente não viam com bons olhos o estabelecimento. A própria diretoria da Sociedade Central de Imigração reconhecia que os belgas não estavam aptos como trabalhadores assalariados nas fazendas e como pequenos proprietários, porque vinham da Europa com muitas esperanças, fundadas em promessas exageradas e de difícil realização, pelo menos na fase inicial. A maioria deles era formada por operários das indústrias e das minas, que não tinham nenhuma experiência anterior com o trabalho do campo.
Para a pesquisadora Karen Polaz, a busca pela concorrência com os fazendeiros foi o determinante para o insucesso do núcleo colonial. Explica: "Quando os imigrantes belgas chegaram ao Brasil, seriam proprietários de pequenos lotes de terras em Porto Feliz, que, unidos, comporiam uma grande propriedade suscetível de fornecer safras fixas ao Engenho Central, desde que sob a direção de uma cooperativa. No entanto, não foi isso que aconteceu, pois enquanto a colônia estava ainda se organizando, os grandes fazendeiros já exerciam influência no mercado agrícola."[3]
Em 1904-1905, só 12 propriedades agrícolas eram de proprietários belgas.

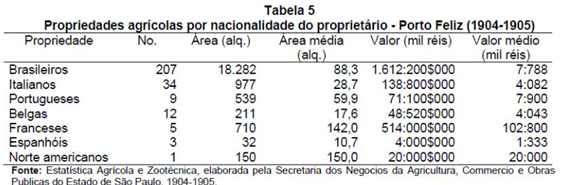
publicado em "Porto Feliz: evolução demográfica, imigração e propriedade de terra nos séculos XIX E XX" de Karen Teresa Marcolino Polaz

Em 1904-05, os brasileiros detinham a maioria das propriedades agrícolas (76%) e também no que se refere à respectiva área, já que eram donos de 87% do total. Observe Karen Polaz "Dentre os belgas proprietários, há a lista, no recenseamento, com o primeiro nome e o sobrenome. Percebe-se que apenas alguns sobrenomes são os mesmos dos que vieram na primeira leva de imigrantes com o padre Jean Baptiste Van Esse. Quanto aos demais, não sabemos se vieram posteriormente ou se já se encontravam no Brasil." Polaz acrescenta que, neste período, só uma belga, Clemencia Tacunhan, possuía terras.
Segundo depoimento de Pedro José Moreau, descendente belga, no jornal Cruzeiro do Sul, a partir de 1915 permaneceram na colônia somente cinco famílias belgas, a saber: Leroy, Moreau, Tasignon, Vanderveld e Wayens. Os nomes Leroy e Wayens aparecem na lista dos colonos belgas que em fins de maio de 1888 requereram os seus lotes. O pai de Pedro José Moreau era natural de Bruxelas, donde veio com sua família aos 10 anos de idade. Segundo o depoimento, a família Moreau chega no Brasil pouco antes da chegada dos imigrantes chefiados pelo padre Jean Baptiste Van Esse.
Os belgas não aparecem mais com uma nacionalidade específica na “Estatística Agrícola e Zootécnica de 1934-1935”. É possível que estão mencionados na categoria “diversos”.

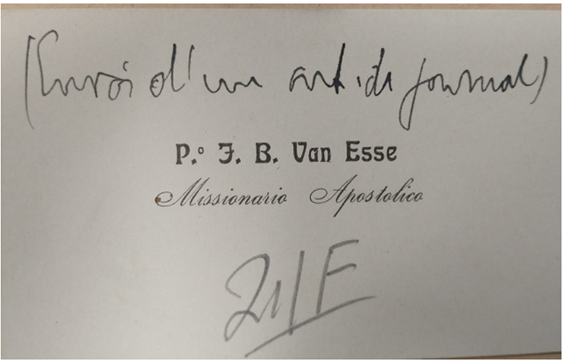
Van Esse estava presente em 1920 na visita dos Reis Belgas. O seu cartão foi guardado no Arquivo Royal da Bélgica - dossiê 282 Max-Léo Gérard

Depois de sua controversa atividade como diretor do Núcleo Colonial “Rodrigo Silva’’, o padre Jean Baptiste Van Esse exerceu as funções de vigário em várias cidades do interior: Cajuru, Matão, São Carlos, Santa Barbara do Rio Pardo e depois em Curitiba. Terminou a sua vida como professor do Seminário Arquidiocesano de São Paulo.

## Demografia

### População
| Crescimento populacional                             | Crescimento populacional | Crescimento populacional | Crescimento populacional |
| Ano                                                  | População Total          |                          | %±                       |
| ---------------------------------------------------- | ------------------------ | ------------------------ | ------------------------ |
| 1872                                                 | 7 669                    |                          |                          |
| 1890                                                 | 8 235                    |                          | 7,4%                     |
| 1900                                                 | 10 268                   |                          | 24,7%                    |
| 1910                                                 | 15 000                   |                          | 46,1%                    |
| 1920                                                 | 17 392                   |                          | 15,9%                    |
| 1925                                                 | 18 875                   |                          | 8,5%                     |
| 1934                                                 | 22 693                   |                          | 20,2%                    |
| 1937                                                 | 24 261                   |                          | 6,9%                     |
| 1940                                                 | 17 275                   |                          | −28,8%                   |
| 1946                                                 | 18 949                   |                          | 9,7%                     |
| 1950                                                 | 19 615                   |                          | 3,5%                     |
| 1958                                                 | 18 962                   |                          | −3,3%                    |
| 1960                                                 | 21 803                   |                          | 15,0%                    |
| 1970                                                 | 22 152                   |                          | 1,6%                     |
| 1980                                                 | 27 127                   |                          | 22,5%                    |
| 1991                                                 | 36 936                   |                          | 36,2%                    |
| 2000                                                 | 45 514                   |                          | 23,2%                    |
| 2010                                                 | 48 893                   |                          | 7,4%                     |
| 2022                                                 | 56 497                   |                          | 15,6%                    |
| Est. 2024                                            | 58 345                   | [ 11 ]                   | 3,3%                     |
| Fontes: Censos Demográficos IBGE e Estimativas SEADE |                          |                          |                          |

### Dados demográficos
Segundo estimativa do Instituto Brasileiro de Geografia e Estatística, em 2024 a população do município era de 58 345 habitantes, sendo o 125° mais populoso do estado e apresentando uma densidade populacional de 101,48 pessoas por quilômetro quadrado. A população de Porto Feliz, aferida no Censo IBGE de 2022, em relação à população aferida no Censo IBGE de 2010 teve um crescimento de 15,6 por cento. 
Ainda de acordo com o Censo IBGE de 2022, a população de Porto Feliz era dividida em 28 716 homens (50,9%) e 27 781 mulheres (49,1%). Segundo dados do Tribunal Superior Eleitoral (TSE), em 2024, o município possuía 40 691 eleitores aptos a votar nas eleições.

## Infraestrutura

### Comunicações
O sistema de telefones automáticos foi inaugurado na cidade em 1973 pela Telecomunicações de São Paulo (TELESP), que também implantou o sistema de discagem direta à distância (DDD) em 1979 com o código de área (0152). Anteriormente a cidade era atendida pela Companhia Telefônica Brasileira (CTB).
Na década de 90 o código DDD da cidade foi alterado para (015), para padronização do sistema telefônico com a telefonia celular que estava sendo implantada em todo o estado.

## Religião
O Cristianismo se faz presente na cidade da seguinte forma:

### Igreja Católica
- A igreja faz parte da Arquidiocese de Sorocaba.[23]

### Igrejas Evangélicas
- Assembleia de Deus Ministério do Belém.[24][25]
- Congregação Cristã no Brasil.[26]

## Galeria de fotos

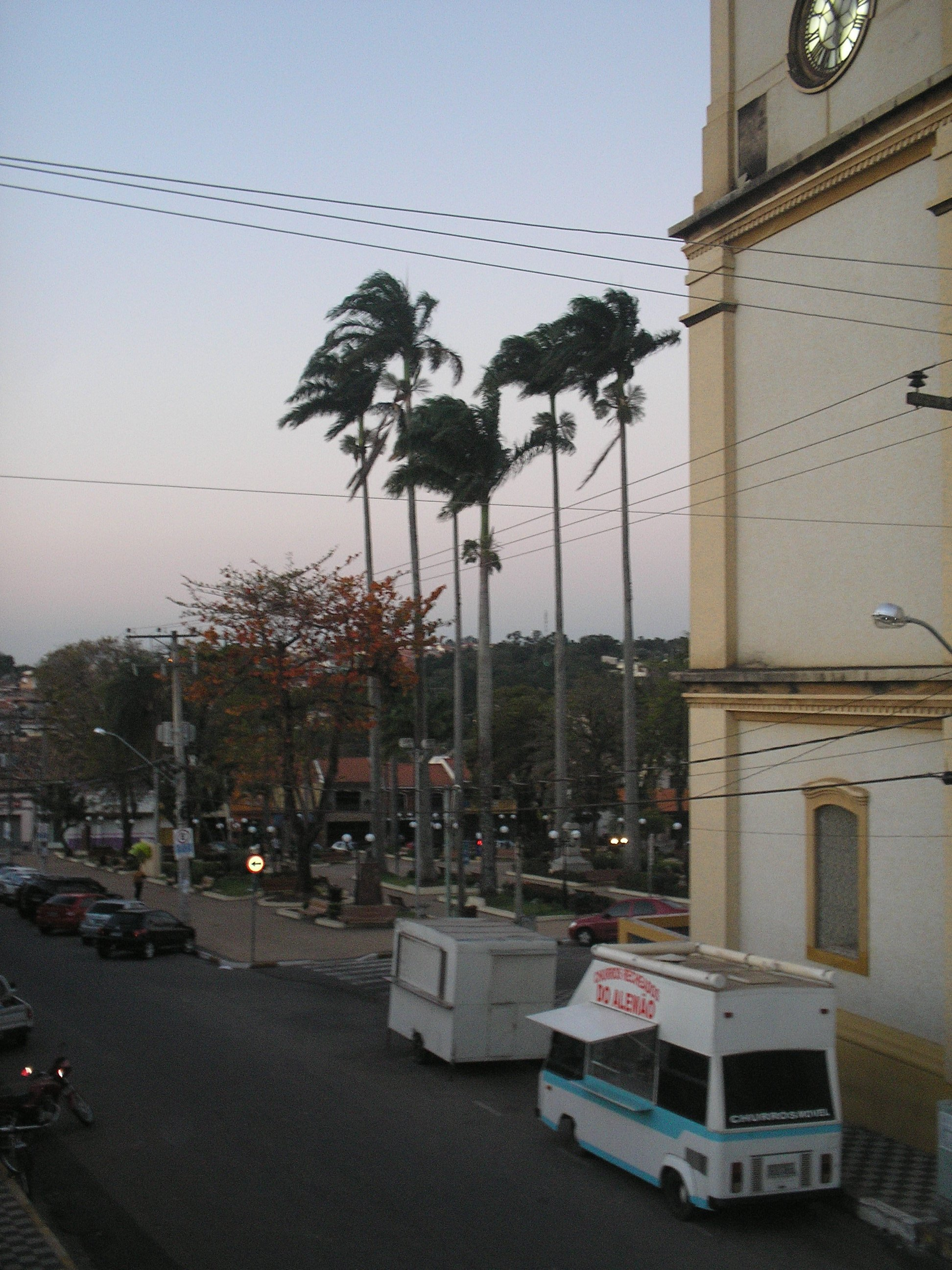
Centro de Porto Feliz à tarde.
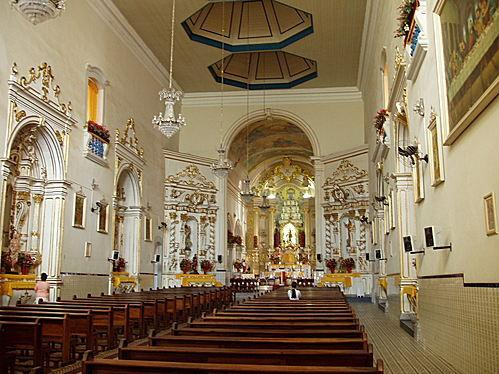
Interior da Igreja da Matriz.
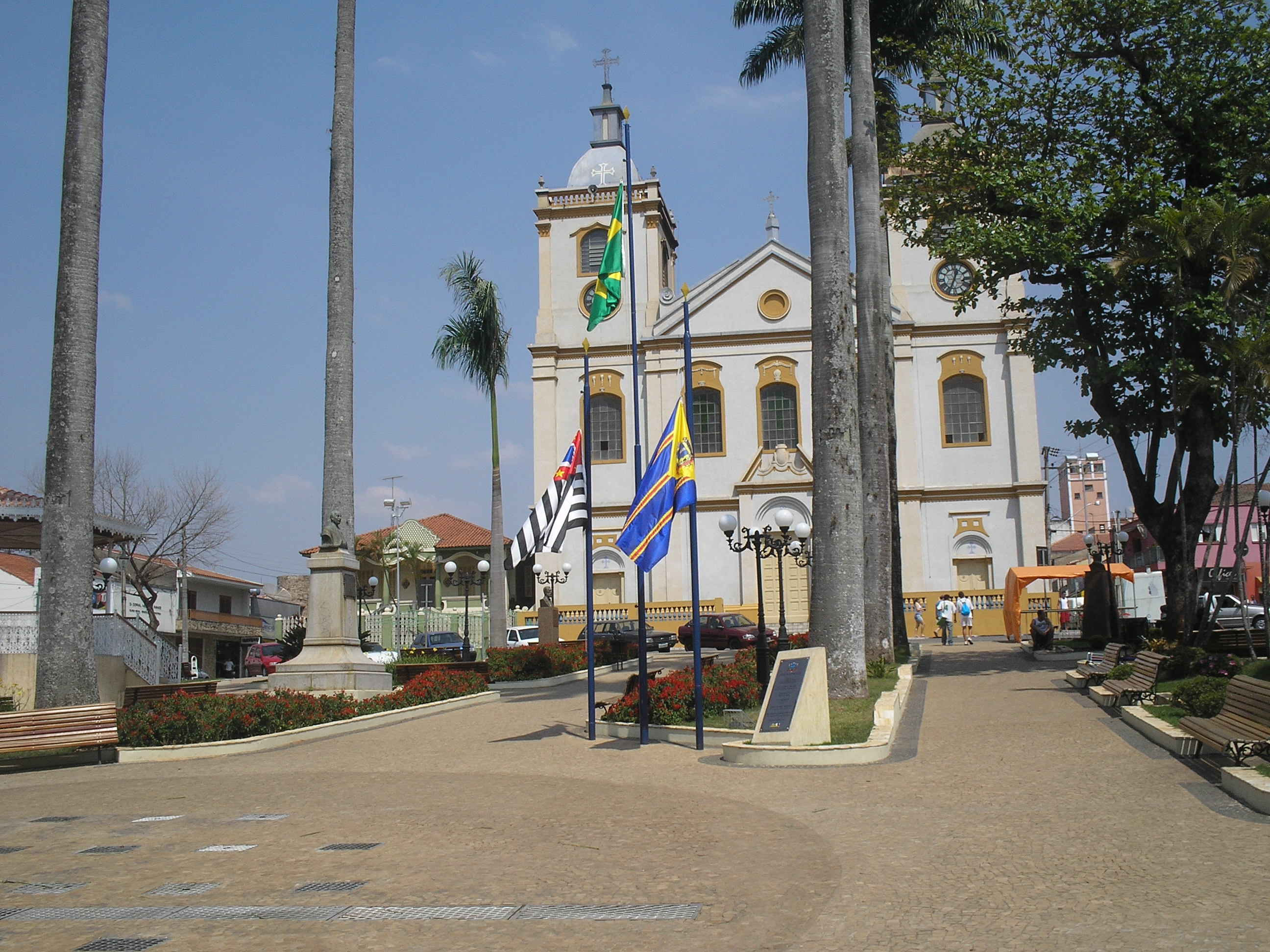
Praça Dr. José Sacramento e Silva (Praça da Matriz).
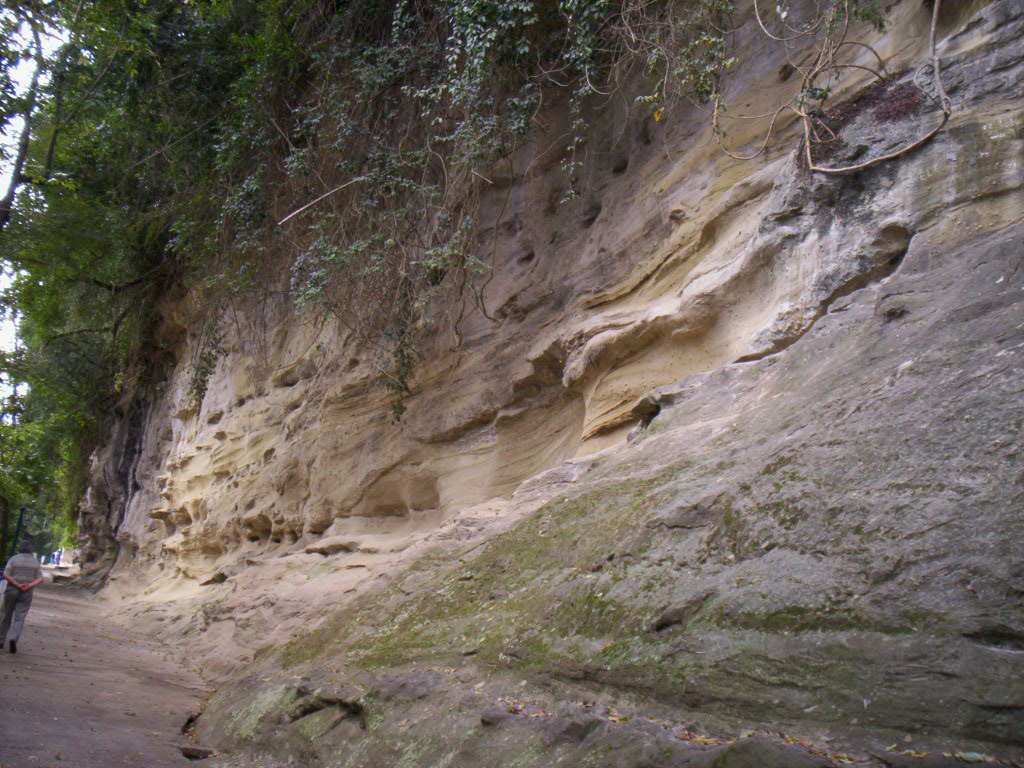
Paredão Salitroso - Parque das Monções
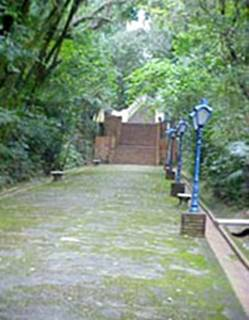
Escadarias do Parque das Monções.
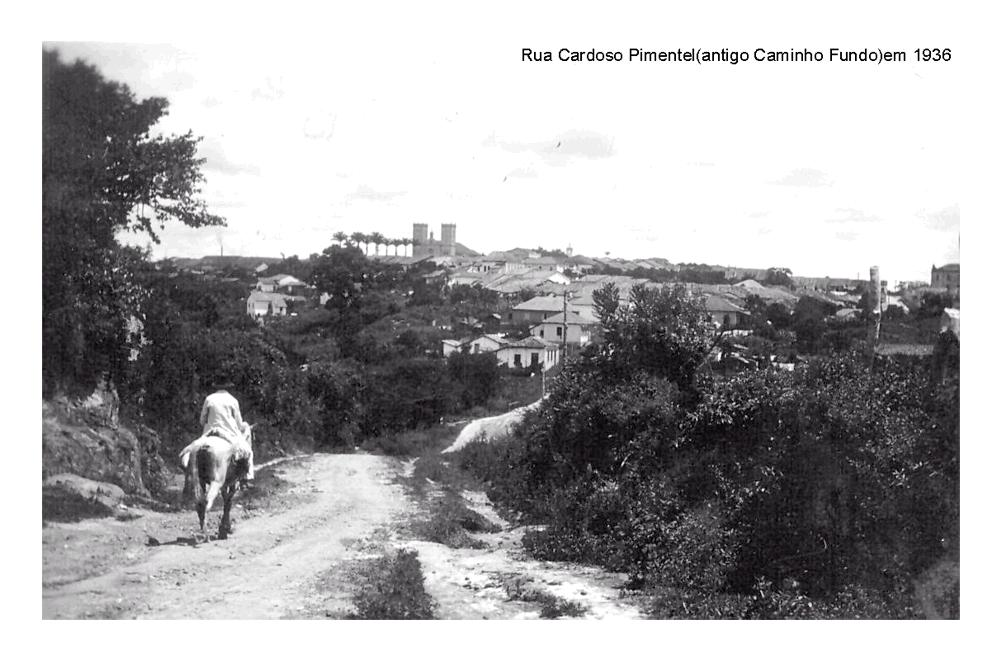
Rua Cardoso Pimentel 1936.
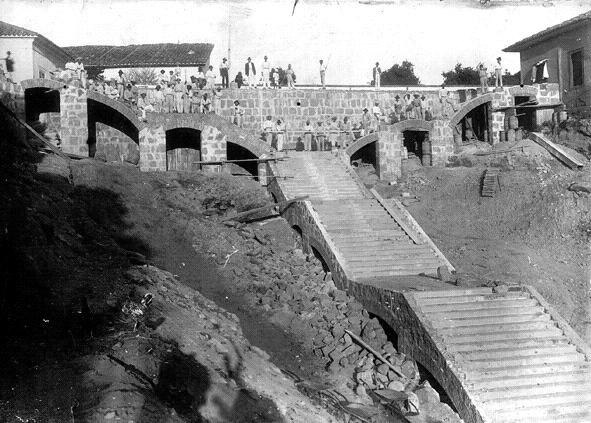
Escadaria do Parque das Monções - 1936.
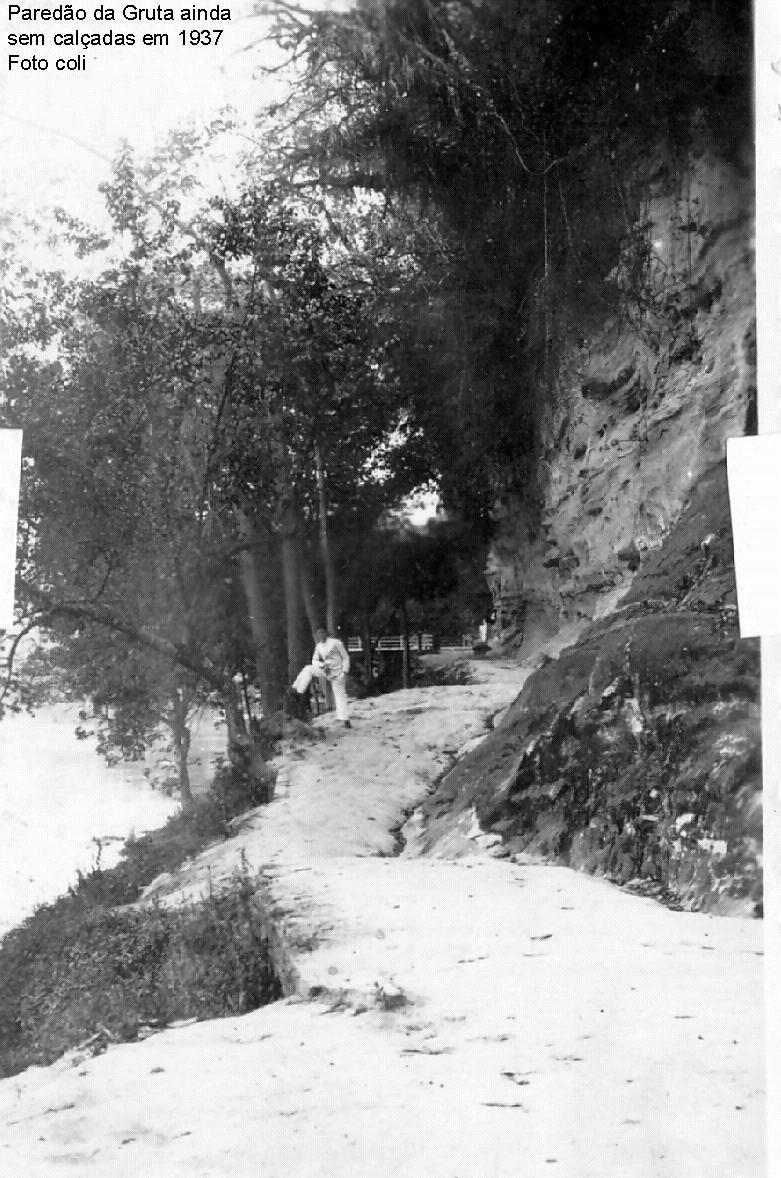
Gruta em 1937.